# Vrbno (Horvátország)
Vrbno falu Horvátországban Varasd megyében. Közigazgatásilag Bednjához tartozik.

## Fekvése
Varasdtól 34 km-re délnyugatra, községközpontjától 5 km-re északnyugatra a Zagorje hegyei között a Vrban-patak partján fekszik.

## Története
A trakostyáni uradalom részeként 1456-ig a család kihalásáig, a Cilleiek birtoka. Ezután Vitovec János horvát báné, majd Corvin Jánosé lett, aki Gyulay Jánosnak adta. A Gyulayak három nemzedéken át birtokolták, de 1566-ban kihaltak és a birtok a császárra szállt. I. Miksa császár szolgálataiért Draskovich György horvát bánnak adta és a 20. századig család birtoka volt.
1857-ben 444, 1910-ben 654 lakosa volt. 1920-ig Varasd vármegye Ivaneci járásához tartozott. 2001-ben 91 háztartása és 301 lakosa volt.

## Nevezetességei
- Jézus Szentséges Szíve tiszteletére szentelt plébániatemploma 1934-ben épült. Különálló harangtornya régebbi építmény. Külseje és belseje egyszerű kialakítású.
- A Szent Valentin-kápolna 1908-ban épült.
- Népi építészet

## Külső hivatkozások
- Bednja község hivatalos oldala